# Московка Таміла Олександрівна
Таміла Олександрівна Моско́вка (нар. 7 січня 1944, Київ) — українська художниця скла, живописець і графік; член Спілки радянських художників України з 1976 року. Заслужений художник УРСР з 1983 року. Дочка художниці скла Лідії Міляєвої, мати художниці Іванни Московки.

## Біографія
Народилася 7 січня 1944 року в місті Києві. Упродовж 1962—1968 років навчалася у Київському художньому інституті, де її викладачами були зокрема Олександр Сиротенко, Карпо Трохименко, Володимир Костецький.
Живе у Києві, в будинку на вулиці Костельній, № 8, квартира № 6.

## Творчість
Працює у галузі художнього скла, кераміки, живопису та графіки. Авторка робіт з кольорьового кришталю з матовим гравіруванням, керамічних панно, живописних полотен. Серед робіт:
- набір келихів «Промінь» (1974);
- набори:
  - «Щастя» (1973);
  - «Квітуча Україна» (1975);
  - «Степом, степом…» (1978);
  - «За владу Раді» (1980);
  - «Захисники» (1982);
  - «Спогади про друзів» (1983);
  - «Севастопольці» (1985);
  - «Зоре моя вечірняя» (1989);
  - «Спрага» (1991);
  - «Запорожець» (1992);
  - «Вечір» (2000);
- ваза «Мавка» (1994);
- композиції:
  - «Дві грації» (2001);
  - «Ніченька» (2001);
  - «Єдність» (2001, кришталь);

графічні серії
- «Мексика» (1985);
- «Чорногорія» (2003);

живопис
- «Спогади про Хорватію» (1995);
- «Вівці мої, вівці» (1995);
- «Храм» (1996);
- «Тиха молитва» (1997);
- «Храм душі людської» (1998);
- «Сріблястий день» (1999);
- «Місто на Адріатиці» (2000);
- «Стара вуличка. Хорватія» (2000);
- «Домініканський собор» (2001);
- «Таємниці вічності» (2001);
- «Дотик історії» (2001);
- «Лабіринт» (2002);
- «Бухта бажань» (2004);
- «Соняхи» (2005);
- «Тепле море» (2007);
- «Золоте місто» (2007);
- «Ранкова свіжість» (2008);
- «Іриси на тлі замку» (2009);
- «Зацвіла айва» (2009);
- «Хорватія» (2012).

Брала участь у всеукраїнських, всесоюзних та міжнародних мистецьких виставках і пленерах з 1973 року. Персональні виставки відбулися у Києві у 1998, 2001—2004, 2007—2009, 2013—2014 роках.
Деякі роботи художниці зберігаються у Національному музеї українського народного декоративного мистецтва у Києві, Музеї історії міста Києва, Коломийському музеї народного мистецтва Гуцульщини та Покуття. 